# A Peace of Time
A Peace of Time è un EP del gruppo musicale statunitense Tesla, pubblicato il 20 novembre 2007 esclusivamente per il download digitale su iTunes.
L'EP contiene sette brani, di cui quattro sono cover di altre band, due sono nuove versioni di pezzi precedenti dei Tesla, e l'ultimo è una versione inedita in chiave acustica del classico Silent Night.
La canzone Signs era già stata reinterpretata dal gruppo nell'album dal vivo Five Man Acoustical Jam, ma a differenza di allora è stata registrata in versione elettrica.

## Tracce
1. I Love You (cover dei Climax Blues Band) – 4:06 (Derek Holt)
2. Everything I Own (cover dei Bread) – 3:26 (David Gates)
3. Signs (cover dei Five Man Electrical Band) – 4:17 (Les Emmerson)
4. The Way It Is – 4:40 (Jeff Keith, Frank Hannon, Tommy Skeoch, Troy Luccketta)
5. What You Give – 7:10 (Keith, Hannon)
6. I'd Love to Change the World (cover dei Ten Years After) – 5:31 (Alvin Lee)
7. Silent Night – 2:45 (Joseph Mohr, Franz Xaver Gruber)

## Formazione
- Jeff Keith – voce
- Frank Hannon – chitarre, cori
- Dave Rude – chitarre, cori
- Brian Wheat – basso, cori
- Troy Luccketta – batteria